# Jan z Polné
Jan z Polné († po 1244) byl český šlechtic a zakladatel města Polná, podle kterého se poté zval.

## Život
Spolu se svým bratrem Přibyslavem získal libický újezd, který začal kolonizovat. Na pomoc s tímto úsilím pozval do oblasti Řád německých rytířů, pro který založil v roce 1242 řádovou komendu v Drobovicích. 
Pokusil se neúspěšně o založení cisterciáckého kláštera, na druhý pokus se spojil s Přibyslavem z Křižanova, oba měli dát část své půdy. Brzká smrt obou však tento plán zhatila, ovšem klášter přece jenom založen byl, a to Přibyslavovým zetěm Bočkem z Obřan. Jednalo se o klášter v dnešním zámeckém areálu ve Žďáru nad Sázavou.